# 大根餅
大根餅（だいこんもち、中国語：蘿蔔糕〈ローポーガオ〉）は、広東料理の一種で、米粉・もち粉・大根と水を練った生地を四角形にし、蒸した点心である。飲茶の代表的な点心の1つでもある。

## 概要
広東茶屋で点心として使われるほか、広東と香港では旧正月料理としても使われている。中国語で餅を「糕」と表記し、「ガオ」と発音するが、「高」という漢字も同じ発音のため、上昇するという意味を持ち、運気が向上すると言われている。
大根餅は中国の広東省と福建省の食文化の中では非常に重要であり、広東や福建の移民の多い台湾・シンガポール・マレーシアでも一般的とされている。
一般的な調理方法は、大根を細かく切って、もち粉とコーンスターチで作ったペーストと混ぜて、みじん切りにした椎茸、干しエビ、中華ソーセージ、ベーコンを加えて蒸す。

## 広東式

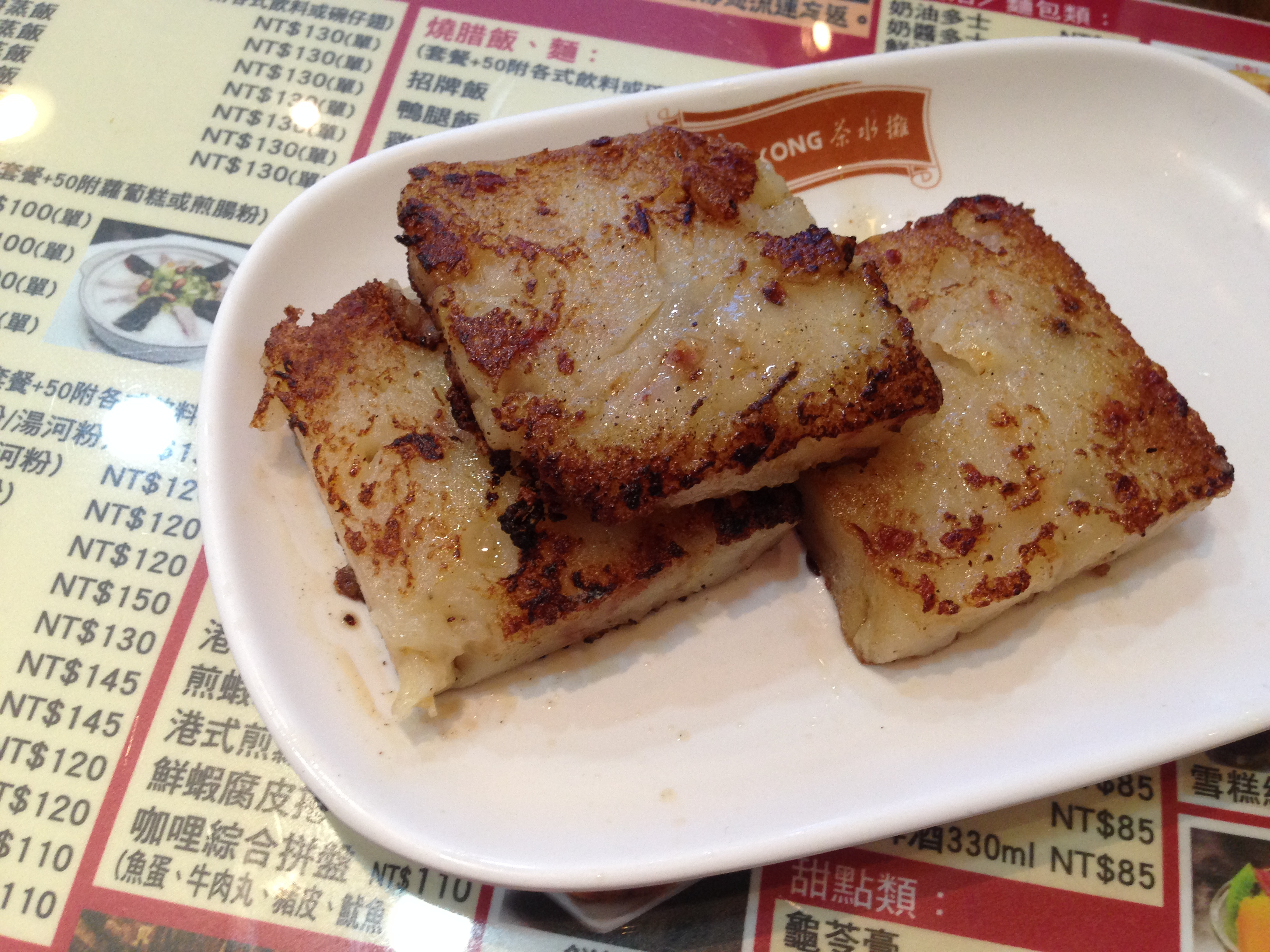
揚げ大根餅

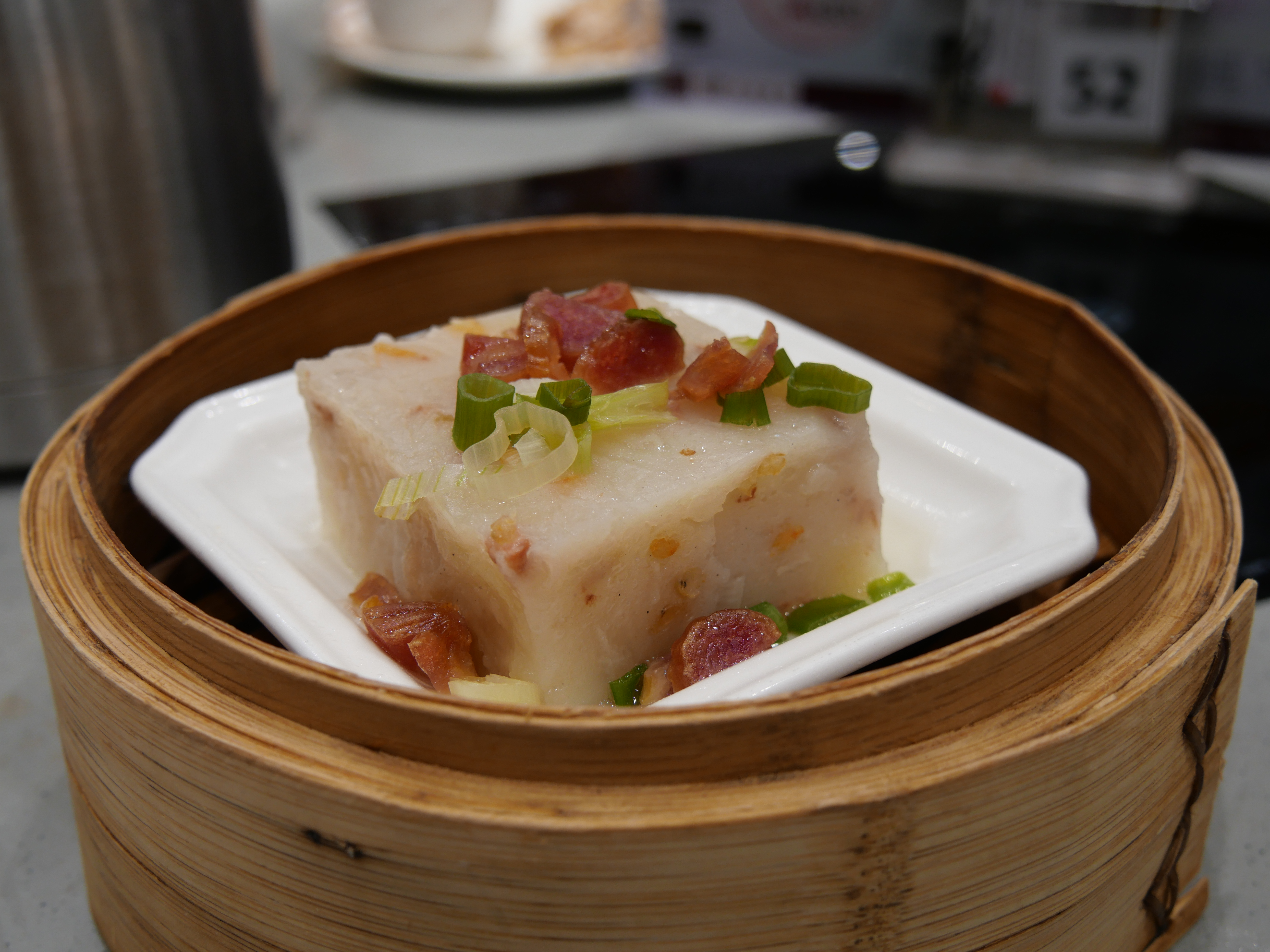
蒸し大根餅

伝統的な広東の茶屋の大根餅は、一般的に、蒸し大根餅と揚げ大根餅の二種類である。蒸し大根餅は醤油で味付けする。揚げ大根餅は、蒸した大根餅を立方体に切り、表面がきつね色になるまで少量の油で炒めてから提供する。
また、味付けに甜醤、芝麻醤、または辣醤に浸す。
茶屋の他、香港のお粥店でも大根餅を販売している。しかし、材料は比較的シンプルで、肉の材料も加えられていない。通常は醤油で味付けする。お粥や炒麺と一緒に、簡単な朝食やおやつとして使用する。
香港と広東周辺の広東茶屋では、伝統的な大根餅だけでなく、XO醤と大根餅で揚げた「XO醤揚げ大根餅」も提供している。

## 福建式
シンガポール、マレーシア、福建、潮州の大根餅は、蒸した大根餅を賽の目に細かく切って（「粿角」）、醤油・葱・卵・微塵切りした大蒜を油鍋に入れ、加熱する。英語表記はキャロットケーキだが、昔、大根をニンジンと誤訳したためそのままになっている。ニンジンは古今つうじて入っていない。
マレーシアの広東式レストランや屋台では、甘いソースと特製チリソースで味付けした伝統的な大根餅を販売している。

## 台湾の客家式
台湾の「客家大根餅」は、添加物があまり多くなく、主に大根の味に基づいている。
調理方法は、白米を一晩、水に浸して精製し、蒸し煮した細切り大根を加えて蒸し、醤油、オレンジマーマレードなどの調味料をつける。